# Église Sainte-Anne de Pede-Sainte-Anne
L'église Sainte-Anne (Sint-Annakerk en néerlandais) est une église de style gothique située à Pede-Sainte-Anne, village d'Itterbeek, section de la commune belge de Dilbeek, dans le Pajottenland en Brabant flamand.
L'église doit sa célébrité au fait qu'elle est représentée sur « La Parabole des aveugles », tableau peint par Pieter Brueghel l'Ancien en 1568, un an avant sa mort, et conservé au musée de Capodimonte à Naples en Italie, ainsi que dans le « Paysage d'hiver avec patineurs et trappe aux oiseaux » peint en 1565 et conservé aux Musées royaux des Beaux-Arts de Belgique.

## Historique

### Construction
L'édifice primitif était une église romane de plan basilical du XIIIe siècle.
Rénovée au XVIe siècle, elle est transformée en style gothique au XVIIe siècle.

### Classement
L'édifice fait l'objet d'un classement au titre des monuments historiques depuis le 19 janvier 1944.